# Sten Dahlstedt
Sten Dahlstedt, född 6 maj 1947 i Söderhamn, är en svensk musikvetare och professor i musikvetenskap vid Uppsala universitet. Dahlstedt skildrade den svenska musikvetenskapens idéhistoria fram till 1961 i volymerna "Fakta & förnuft" (1986) och "Individ & innebörd" (2000), som var doktorsavhandlingar i musikvetenskap respektive idéhistoria.